# Polski Narodowy Kościół Katolicki

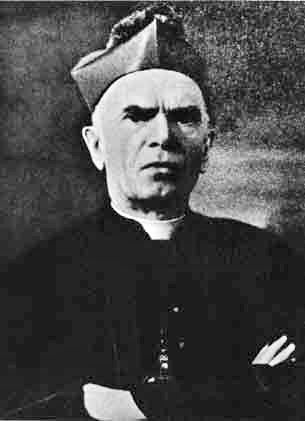
Biskup Franciszek Hodur

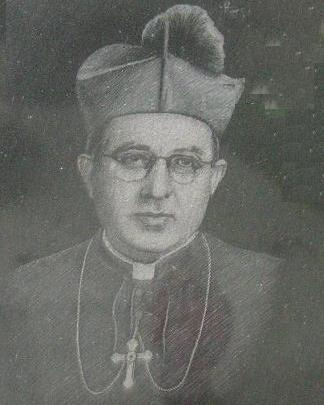
Biskup Józef Padewski

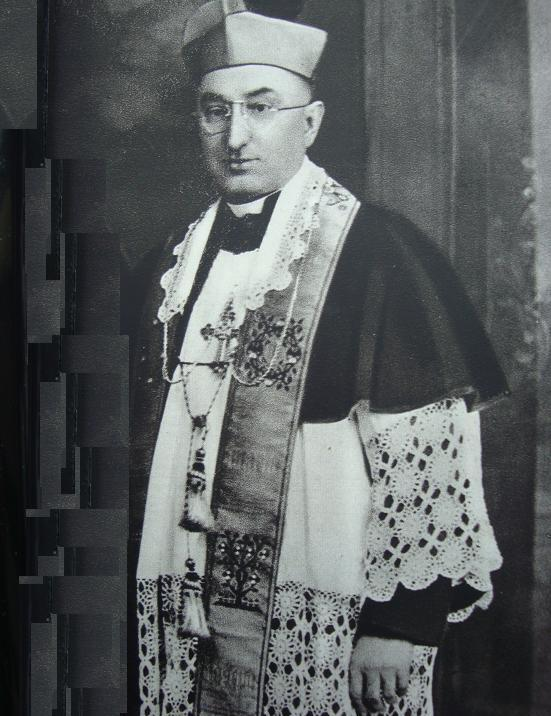
Biskup Leon Grochowski

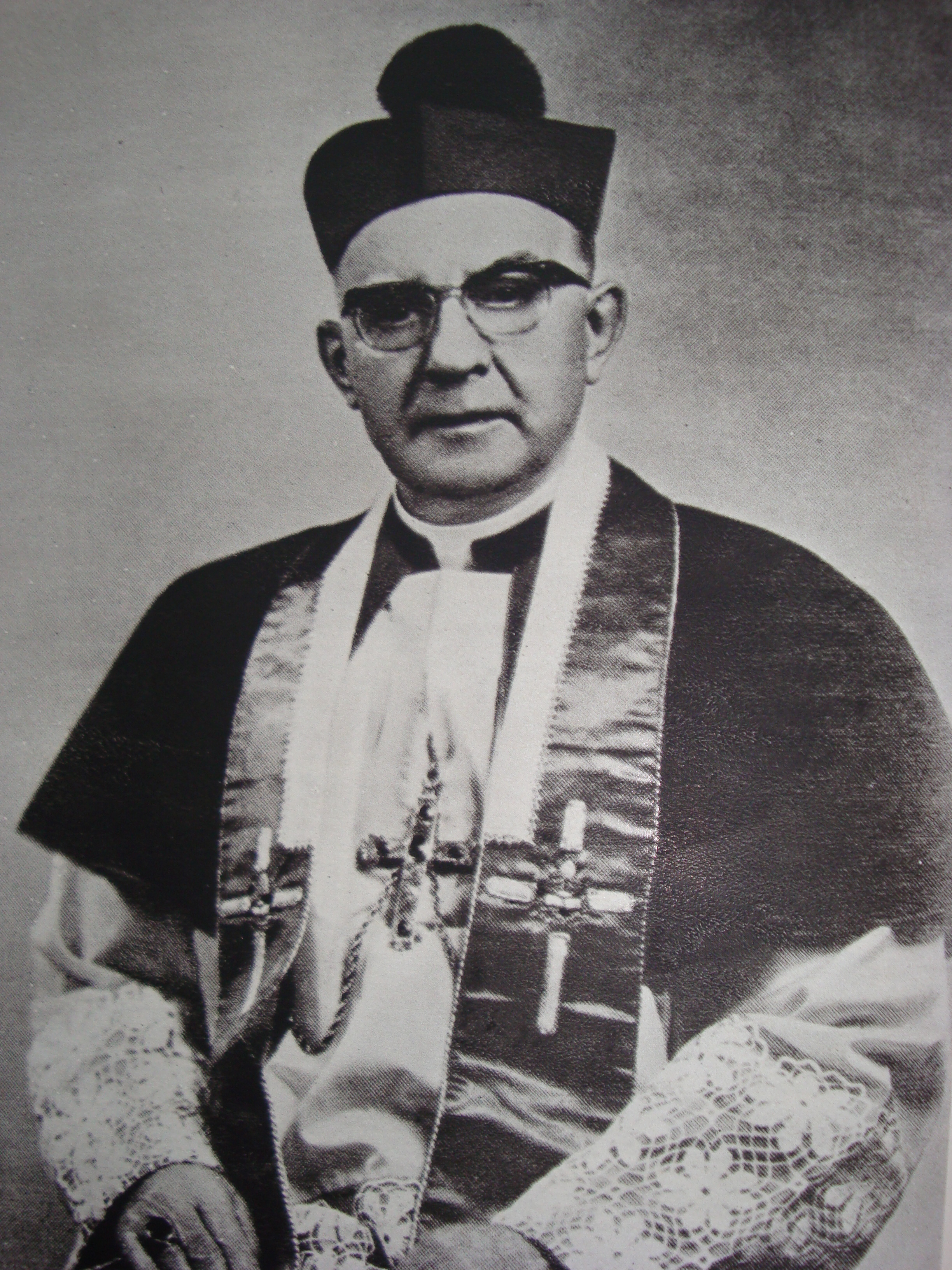
Biskup Tadeusz Zieliński

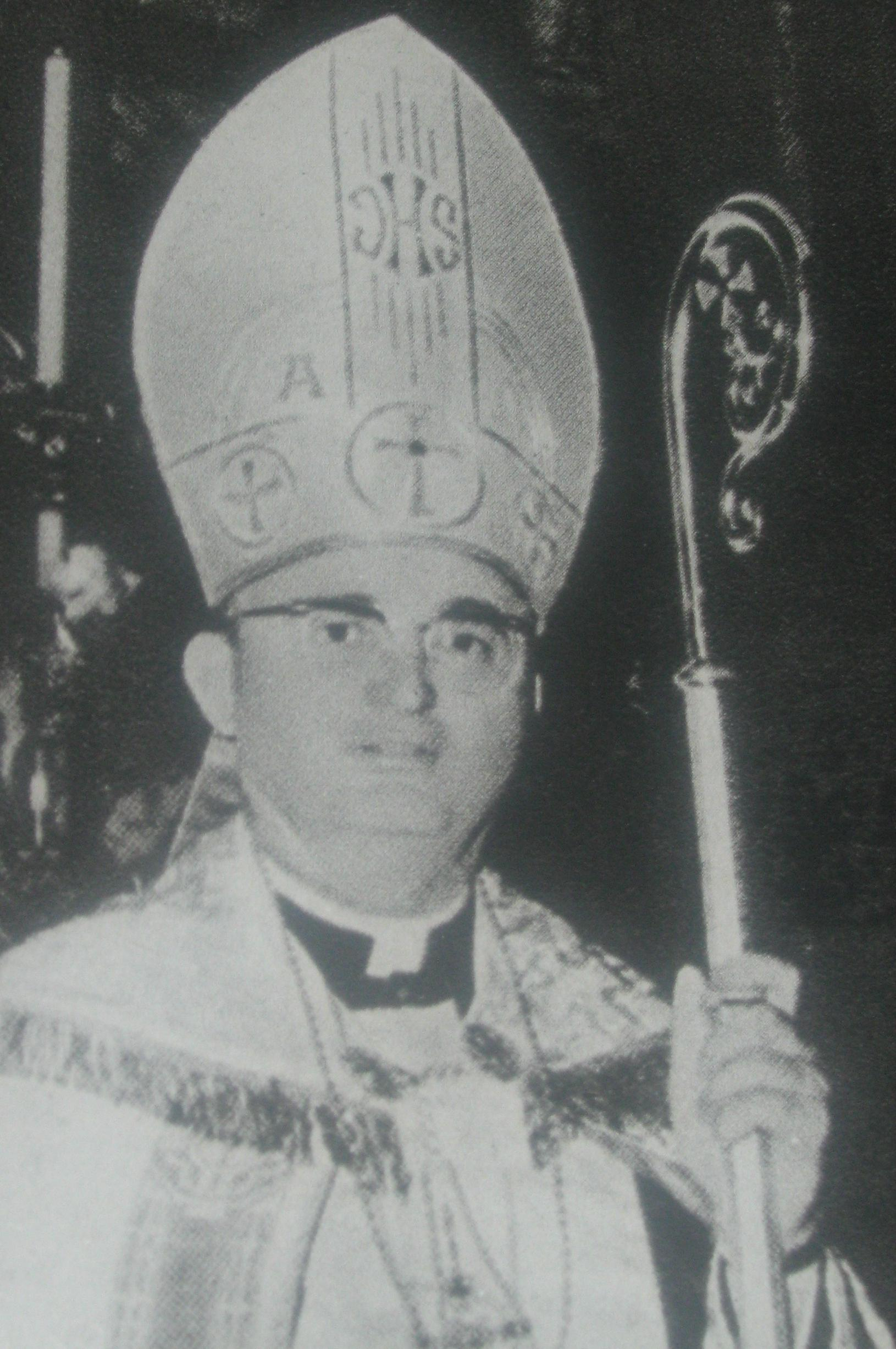
Biskup Franciszek Rowiński

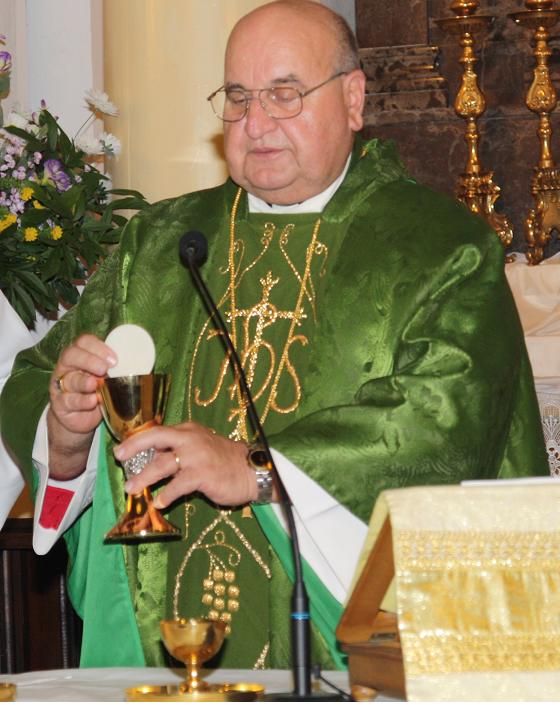
Biskup Robert Nemkovich

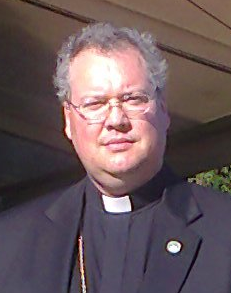
Biskup Antoni Mikovsky

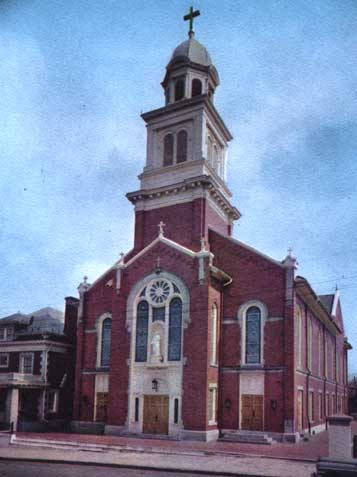
Katedra św. Stanisława w Scranton

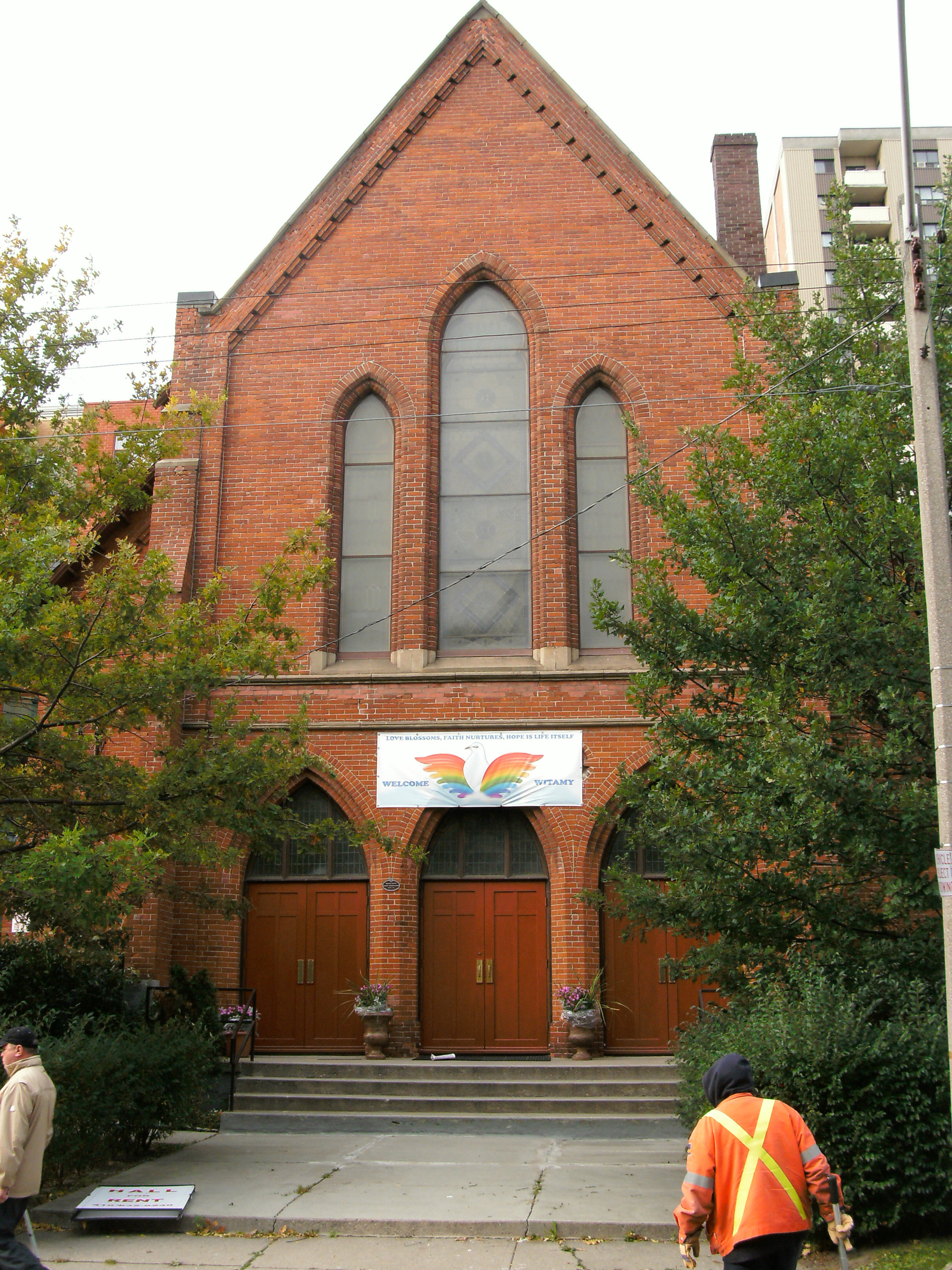
Katedra św. Jana w Toronto

Polski Narodowy Kościół Katolicki, PNKK – Kościół polskokatolicki działający na terenie Stanów Zjednoczonych Ameryki i  Kanady, którego znaczną część wiernych stanowią przedstawiciele Polonii w Ameryce Północnej. Obecnie Kościół prowadzi też działalność we Włoszech, gdzie posiada trzy parafie. Kościół utrzymuje jedność wiary i moralności z Kościołem Polskokatolickim w Polsce.
Polski Narodowy Kościół Katolicki należy do Światowej Rady Kościołów oraz Narodowej Rady Kościołów Chrześcijańskich w Stanach Zjednoczonych. Organami prasowymi wspólnoty są PNCC Studies i Rola Boża. Przy Kościele działają organizacje: Polska Narodowa „Spójnia” w Ameryce, Towarzystwo Niewiast Polskich Adoracji Najświętszego Sakramentu oraz Towarzystwo Młodzieży Zmartwychwstanie.

## Historia

### Powstanie (przełom XIX i XX wieku)
Idea polskiego Kościoła narodowego (doktryna ta nazwana została później „polskokatolicyzmem”) narodziła się w wyniku sporów w Kościele katolickim wśród Polonii amerykańskiej w XIX wieku. Przyczyną były konflikty z księżmi pochodzenia irlandzkiego i niemieckiego, którzy nie rozumieli zwyczajów i problemów polskich emigrantów. Początkowo opór katolików pochodzenia polskiego miał charakter żywiołowy. W latach 1897–1904 formalnie powstały trzy główne ośrodki:
- Buffalo –  ośrodek w Buffalo genezą sięga nieporozumień Polaków z ks. Janem Pitassem, który sprzeciwiał się budowie nowego kościoła i erygowaniu drugiej parafii polskiej. Ośrodek w Buffalo przyjął nazwę Kościoła Polskokatolickiego w Ameryce Północnej.
- Chicago – chicagowski ośrodek powstał w wyniku sporu parafian z zakonem zmartwychwstańców. Zgromadzenie to nie chciało, aby bardzo lubiany przez wiernych ks. Antoni Kozłowski, ówczesny wikariusz parafii pw. św. Jadwigi, został mianowany jej proboszczem. Spór zakończył się pozbawieniem ks. A. Kozłowskiego 18 grudnia 1894 funkcji wikariusza i rozłamem parafii. 11 listopada 1895 ukonstytuował się Kościół Polskokatolicki w Chicago.
- Scranton – ośrodek w Scranton genezą swą sięga konfliktu, jaki wybuchł w najstarszej polskiej parafii pw. Najsłodszego Serca Jezusa pomiędzy wiernymi a ks. proboszczem Ryszardem Austem.

W marcu 1909 ośrodek w Chicago, a pięć lat później ośrodek w Buffalo połączyły się z ośrodkiem w Scranton i utworzyły Polski Narodowy Kościół Katolicki (PNKK). Na swojego przywódcę polskokatolicy wybrali ks. Franciszka Hodura, który niedługo potem przyjął sakrę biskupią z rąk arcybiskupa Unii Utrechckiej i włączył PNKK do rodziny kościołów starokatolickich.

### Dwudziestolecie międzywojenne (1919–1939)
Polski Narodowy Kościół Katolicki w latach dwudziestych XX wieku zaczął zakładać parafie również w Polsce. Pierwszą była zorganizowana w 1921 parafia w Bażanówce, następnie w 1922 parafia krakowska w Podgórzu, pod wezwaniem Zmartwychwstania Pańskiego. Swobodną działalność rozpoczęła jednak dopiero w 1924. Prawie równocześnie, w 1923 zorganizowano parafię w Wiśniczu Nowym koło Bochni. W 1930 istniały w Polsce już 64 parafie polskokatolickie, w których pracowało 56 księży. W 1931 doszło do konfliktu pomiędzy biskupami PNKK w wyniku czego biskup Władysław Faron założył własny Polski Kościół Starokatolicki. W okresie międzywojennym Polski Kościół Starokatolicki działał w ramach nieformalnej unii z parafią katowicką księdza Józefa Kostorza ze Starokatolickiego Kościoła w Niemczech.

### II wojna światowa (1939–1945)
Okres II wojny światowej był bolesny dla działalności polskiej misji PNKK. Latem 1940 hitlerowcy opublikowali wspólne postanowienie, aby uznać za legalne tylko te wyznania, które za czasów Polski międzywojennej posiadały aprobatę państwa. Władze II RP nigdy nie uznawały PNKK jako związku wyznaniowego prawnie funkcjonującego na mapie wyznaniowej Polski, a nawet skutecznie, także poprzez rzymskokatolicki kler, próbowały zniszczyć go w zarodku. Zatem 1 maja 1941 rozwiązano PNKK, a jego majątek przeszedł na konto rządu Generalnego Gubernatorstwa (GG). Biskup polskiej diecezji Polskiego Narodowego Kościoła Katolickiego Józef Padewski, który formalnie był obywatelem amerykańskim, wraz z ks. Lachmayrem udał się do oddziału wyznaniowego przy rządzie GG. Obaj kapłani przedstawili program Kościoła, jego założenia i martyrologię w okresie rządów sanacyjnych w Polsce. Ostatecznie Generalne Gubernatorstwo wyraziło zgodę na działalność tegoż Kościoła, ale pod warunkiem zmiany nazwy na „Polski Kościół Starokatolicki”. Pogląd o sympatiach niemieckich urzędników do programu Kościoła narodowego jest jednak błędny i przesadzony; agresorom chodziło o zapewnienie „niemieckiego” porządku w aktach i dokumentach – lepszą i wygodniejszą, jawną kontrolę urodzeń, chrztów i zgonów. Skądinąd mogło chodzić o to, by wyznawanie to niejako podporządkować Narodowemu Kościołowi Rzeszy Niemieckiej. Biskup Józef Padewski doszedł do przekonania, że wobec groźby likwidacji Kościoła, należy ustępować w rzeczach mniej istotnych, jak np. nazwa wspólnoty, a zachowywać to, co konieczne. Niebawem w Dzienniku Rozporządzeń GG ukazała się wzmianka o prawnym uznaniu „Kościoła Starokatolickiego Unii Utrechckiej w Generalnym Gubernatorstwie” z siedzibą przy ul. Czarnej 2 w Krakowie. W analogiczny sposób swą legalizację otrzymał Kościół Metodystyczny w Polsce. Sytuacja jednak pogarszała się. Np. ks. Brzozowski z parafii w Henrykowie został wywieziony do Dachau, ks. Tomasz Zadębski ze Świeciechowa został zamordowany przez partyzantów radykalnie endeckich, ks. Skibiński z Grabówki został ścięty toporem przez działaczy tajnej młodzieżówki lewicowej, ks. Stanikowski z Rozkopaczewa został zamordowany przez gestapowców za udzielanie pomocy lekarskiej partyzantom, wielu innych księży zaginęło bez śladu.

### PRL (1945–1989)
Z rozbicia Kościół w Polsce podniósł się w marcu 1945, na zjeździe w Warszawie, pod przewodnictwem księdza Stanisława Piekarza. Po II wojnie światowej władze Polski Ludowej niechętnie odnosiły się do instytucji Kościoła narodowego, albowiem na jego czele stał obywatel „imperialistycznego” (w terminologii komunistycznej) kraju –  bp Franciszek Hodur. W 1951 PNKK w Polsce pod naciskiem Urzędu Bezpieczeństwa uniezależnił się od zagranicznych struktur Kościoła Narodowego i zmienił nazwę na Kościół Polskokatolicki. Władze PRL całkowicie podporządkowały sobie Kościół Polskokatolicki: mianowały biskupów, wyrzucały ich ze stanowisk, kierowały polityką kadrową, obsadzały duchownych, finansowały całą działalność organizacyjną.
W 1958 na X Powszechnym Synodzie PNKK wprowadzono równorzędność języka angielskiego i języka polskiego w liturgii. W 1963 dla parafii Kościoła mniejszości etnicznej czeskiej i słowackiej wybrano na biskupa ks. Eugeniusza Magyara. W 1984 Polski Narodowy Kościół Katolicki zaczął dialog z Kościołem rzymskokatolickim w celu pokonania wzajemnej niechęci pomiędzy dwoma Kościołami i działanie z poszanowaniem dla każdego z nich.

### Historia Kościoła po 1989 roku
W 1998 PNKK wydał wytyczne do przyjmowania sakramentów w Kościele Rzymskokatolickim przez członków PNKK. W 2003 na skutek wzmiankowanego sporu wokół ordynacji kobiet PNKK opuścił Unię Utrechcką Kościołów Starokatolickich wraz z Kościołem Starokatolickim na Słowacji.
W 2006 grupa chrześcijan z Norwegii, która wystąpiła z Ewangelicko-Luterańskiego Kościoła Norwegii, utworzyła własny Nordycki Kościół Katolicki (DNKK), który znalazł się pod opieką PNKK. 25 lipca 2011 bp Antoni Mikovsky ordynował Roalda Flemestada na pierwszego biskupa DNKK.
6 października 2006 Ministerstwo Spraw Wewnętrznych i Administracji zarejestrowało wspólnotę wyznaniową: Polski Narodowy Katolicki Kościół w RP. Na początku, PNKK sprzeciwił się jednoznacznie używania nazwy, która sugeruje jakiekolwiek związki opisywanej wspólnoty z ich Kościołem, mimo to w Polskim Narodowym Kościele Katolickim w Stanach Zjednoczonych i Kanadzie istniała licząca się grupa duchownych (min. ks. bp Antoni Rysz) wspierająca tę diasporę.
5 maja 2009 roku biskup Sylwester Bigaj otrzymał pełnomocnictwo Rady Głównej Polskiego Narodowego Kościoła Katolickiego w USA i Kanadzie do reprezentowania tego Kościoła w sporze administracyjnym toczącym się pomiędzy Polskim Narodowym Katolickim Kościołem w RP, a Kościołem Polskokatolickim w Rzeczypospolitej Polskiej. Tego samego dnia ukazał się dokument odwołujący pełnomocnictwo bpa Wiktora Wysoczańskiego do reprezentowania PNKK w USA i Kanadzie. Odpowiedzią na otrzymane pisma z dnia 5 maja 2009 i wizytę bpa Sylwestra Bigaja w Polsce, było zwołanie Rady Synodalnej Kościoła Polskokatolickiego w dniu 25 czerwca 2009.
30 czerwca 2009 roku bp Sylwester Bigaj wystosował pismo do duchownych Kościoła Polskokatolickiego w RP z propozycją przejścia pod swoją jurysdykcję i budowania diecezji misyjnej PNKK w Polsce – takiej jaka miała miejsce przed reorganizacją Kościoła w 1951. 14 lipca 2009 duchowni Kościoła Polskokatolickiego w RP wystosowali kolejne oświadczenie, odpowiadając na działania bpa Sylwestra Bigaja w Polsce.
28 kwietnia 2008 w Lancaster, biskupi Polskiego Narodowego Kościoła Katolickiego uchwalili Deklaracje Scrantońską. Oświadczenie zakłada, że Kościół mimo iż uznaje symboliczny prymat starokatolickiego arcybiskupa Utrechtu, odrzuca wprowadzone w ostatnich latach innowacje w Kościołach Unii Utrechckiej i pozostającej z nią w interkomunii Wspólnocie Anglikańskiej:
Odrzucamy współczesne innowacje głoszone przez Wspólnotę Anglikańską i Unię Utrechcką Kościołów Starokatolickich. W zakresie tych innowacji kierujemy się Pismem Świętym i uważamy za sprzeczne z tradycją pierwszych wieków chrześcijaństwa: dopuszczenie kobiet do świętego kapłaństwa, konsekracje kobiet na biskupów oraz błogosławieństwa par tej samej płci.
4 października 2010 w Niagara Falls w Kanadzie rozpoczął obrady XXIII Powszechny Synod Polskiego Narodowego Kościoła Katolickiego (PNKK) w USA i Kanadzie. W czasie Synodu został wybrany nowy Pierwszy Biskup (w miejsce ustępującego Roberta Nemkovicha), urząd ten od tej pory piastować będzie bp dr Antoni Mikovsky. Wybrano także nowego biskupa – ks. Pawła Sobiechowskiego (konsekrowanego 18 października 2011 roku).
Dekretem z 13 stycznia 2012, Pierwszy Biskup Polskiego Narodowego Kościoła Katolickiego, objął biskupim zwierzchnictwem Polski Narodowy Katolicki Kościół w RP. Bp Antoni Mikovsky mianował na zwierzchnika tego Kościoła bpa Sylwestra Bigaja, ordynariusza diecezji kanadyjskiej. 8 stycznia 2013 roku Sylwester Bigaj został suspendowany i skreślony z listy duchownych za brak koordynacji nad swoją diecezją i założenie „Senioratu Misyjnego w Polsce”, co było niezgodnie z prawem Polskiego Narodowego Kościoła Katolickiego w USA i Kanadzie.
W piątek 22 czerwca 2012 roku w Scranton odbył się Nadzwyczajny Synod Polskiego Narodowego Kościoła Katolickiego, zwołany został on dla wybrania nowych biskupów i omówienia bieżących spraw Kościoła. Spośród czterech kandydatów dokonano wyboru ks. Stanisława Bilińskiego i ks. Bernarda Nowickiego.
29 kwietnia 2013 roku biskup Antoni Mikovsky wystosował list otwarty do MSWiA w którym ostatecznie potwierdził, że Kościół Polskokatolicki w RP jest jedynym wyznaniem z którym Polski Narodowy Kościół Katolicki utrzymuje łączność na terenie Polski. Pismo to oficjalnie uregulowało na nowo stosunki pomiędzy Kościołami i utwierdziło je w jedności wiary i moralności. Wybór ks. Jerzego Rybki ma biskupa Polskiego Narodowego Katolickiego Kościoła w RP i jego konsekracja biskupia z rąk biskupów Światowej Rady Narodowych Kościołów Katolickich ostatecznie zadecydowały o rozejściu się dróg Polskiego Narodowego Kościoła Katolickiego z Polskim Narodowym Katolickim Kościołem w RP.
21 września 2013 roku w kościele Matki Bożej Nieustającej Pomocy w Żarkach-Moczydle odbyły się uroczyste obchody 50-lecia parafii. W tym dniu odprawiono uroczyste nabożeństwo, w którym brał udział Zwierzchnik Kościoła Polskokatolickiego bp prof. dr hab. Wiktor Wysoczański oraz Pierwszy Biskup Polskiego Narodowego Kościoła Katolickiego bp Antoni Mikovsky. Tego dnia uroczyście otwarto ulicę bpa Franciszka Hodura, która jest drugą ulicą w Polsce mającą takiego patrona - organizatora Polskiego Narodowego Kościoła Katolickiego (pierwsza z nich znajduje się w Krakowie).

### Historia Kościoła na terenie Brazylii
Program PNKK znalazł licznych zwolenników także wśród Polaków rozproszonych na terenie Brazylii. W okresie międzywojennym powstało w tym kraju kilka niezależnych parafii. Na sesji Rady Kościoła, która odbyła się w 7 kwietnia 1938 w Scranton, rozpatrzono prośbę pięciu parafii z Brazylii i postanowiono przyjąć je do wspólnoty PNKK. Jednakże w związku z wprowadzeniem przez brazylijskie władze zakazu używania w liturgii innych języków niż łacina i portugalski, działalność PNKK na terenie tego kraju została przerwana. Wznowienie  pracy misyjnej nastąpiło tu na początku 1976 z inicjatywy Pierwszego Biskupa PNKK Tadeusza Zielińskiego. Od października 1975 do listopada 1976 duszpasterstwem w tym kraju zajmował się Jerzy Szotmiller (późniejszy biskup krakowsko-częstochowski Kościoła Polskokatolickiego w RP); w tym czasie erygowano parafie w: Barao de Cotegipe, Erechim, Linia Duas i Gramando. Obecnie diecezja w Brazylii już nie istnieje, jednakże funkcjonuje tam wspólnota, która powołuje się na tradycję oraz sukcesję przedwojennego, niepodzielonego PNKK. Wspólnota przyjęła nazwę "Prałatura Personalna Piusa V", pozostając pod jurysdykcją bp Williana Dorea da Silva. Prałatura podaje, iż w swoich strukturach utrzymuje 5 biskupów, 38 księży i 5 900 świeckich wiernych. W Polsce pod jurysdykcją Wspólnoty funkcjonują 2 parafie i dwa zakony rycerskie.

## Nauka i organizacja Polskiego Narodowego Kościoła Katolickiego
Nauka PNKK nie odbiega od wiary i tradycji Kościoła katolickiego. W sprawowaniu czynności posługuje się kalendarzem liturgicznym roku kościelnego. Najwyższą cześć Kościół oddaje Bogu w Trójcy Świętej Jedynemu. Kościół oddaje cześć aniołom, apostołom, męczennikom i świętym, a wśród nich w szczególny sposób Maryi Pannie. Kościół uznaje tradycyjne 7 sakramentów, zgodnie z nauką zachodniego Kościoła katolickiego, z tym że bierzmowanie jest częścią chrztu a słuchanie Ewangelii jest również sakramentem. Eucharystia sprawowana jest pod dwiema postaciami: Ciała i Krwi Pańskiej. W PNKK są sprawowane dwie formy spowiedzi: indywidualna (uszna w konfesjonale) oraz ogólna (sprawowana bądź jako odrębny obrzęd przed ołtarzem, bądź w połączeniu z mszą świętą w części zwanej spowiedzią powszechną). Do spowiedzi indywidualnej są zobowiązane przystępować dzieci oraz młodzież do lat 18.
Polski Narodowy Kościół Katolicki jest samodzielny i niezależny organizacyjnie od jakiejkolwiek zagranicznej władzy kościelnej i świeckiej.
Godłem Polskiego Narodowego Kościoła Katolickiego jest otwarta księga Ewangelii, wsparta o krzyż i palmę, na tle promieniującej tarczy słonecznej z napisem „Truth, Work, Struggle”.

## Duchowni
Obecnie Polski Narodowy Kościół Katolicki liczy 120 księży w 128 parafiach w Kanadzie i Stanach Zjednoczonych. Duchownym PNKK może być mężczyzna, który ukończył Seminarium Teologiczne im. Girolamo Savonaroli w Scranton oraz uzyskał akceptację władz kościelnych oraz przynajmniej święcenia diakonatu. Biskupem w Polskim Narodowym Kościele Katolickim jest kapłan wybrany przez Synod Krajowy, konsekrowany przez przynajmniej trzech biskupów. Księży nie obowiązuje celibat. W PNKK obowiązują stroje liturgiczne podobne jak w Kościele rzymskokatolickim.

## Biskupi Polskiego Narodowego Kościoła Katolickiego
Pierwsi Biskupi PNKK na przestrzeni lat:
- 1904–1953 – bp Franciszek Hodur (1866–1953)
- 1953–1968 – bp dr Leon Grochowski (1886–1969)
- 1969–1978 – bp Tadeusz Zieliński (1904–1990)
- 1978–1985 – bp Franciszek Rowiński (1918–1990)
- 1985–2002 – bp Jan Franciszek Swantek (1933–2022)
- 2002–2010 – bp Robert Nemkovich (ur. 1942)
- od 2010 – bp dr Antoni Mikovsky (ur. 1966)

Aktualnie w Polskim Narodowym Kościele Katolickim urząd biskupa piastują:
- bp John Mack (ur. 1955) – ordynariusz diecezji Buffalo-Pittsburgh
- bp dr Antoni Mikovsky (ur. 1966) – Pierwszy Biskup PNKK (zwierzchnik), administrator diecezji kanadyjskiej
- bp sen. Robert Nemkovich (ur. 1942) – Pierwszy Biskup PNKK – senior
- bp Bernard Nowicki – ordynariusz diecezji centralnej
- bp Paweł Sobiechowski – ordynariusz diecezji wschodniej

## Administracja
Kościół podzielony jest na pięć diecezji, te zaś dzielą się na senioraty. PNKK liczy 126 parafii, 120 duchownych pracujących w duszpasterstwie, 19 duchownych emerytów (w tym 5 biskupów), ok. 25 000 wiernych. Siedzibą zwierzchnich władz Kościoła jest Scranton.
| Diecezja           | Ordynariusz           | Siedziba         |
| ------------------ | --------------------- | ---------------- |
| Buffalo-Pittsburgh | bp John Mack          | Lancaster (USA)  |
| centralna          | bp Bernard Nowicki    | Scranton (USA)   |
| kanadyjska         | bp Antoni Mikovsky    | Toronto (Kanada) |
| wschodnia          | bp Paweł Sobiechowski | Manchester (USA) |
| zachodnia          | wakat                 | Park Ridge (USA) |